# حافظ نجيب
حافظ محمد نجيب (1883 - 1948م) صحفي ومؤلف مصري، كان يتمتع بحس المغامرة واشتهر بقدراته العالية على التنكر والاحتيال وانتحال الشخصيات وساعده على ذلك اتقانه للإنجليزية والفرنسية والتركية بطلاقة بخلاف اللغة العربية، بالإضافة إلى المهارات والقدرات المختلفة التي اكتسبها طوال حياته، حيث نشأ في بيت جده التركي، ثم ألحقه أبوه بمدرسة عسكرية مجانية، ثم بعثته أميرة روسية إلى كلية سان سير بفرنسا، غير أنه ترك الدراسة ودخل في خدمة المخابرات الفرنسية إبان الحرب العالمية الأولى.
عمل مدة في الجيش العثماني بالآستانة، وحين عاد إلى القاهرة عمل مدرساً بمدرسة الاتحاد الإسرائيلي، ثم اتجه إلى الصحافة فأنشأ مجلة (الحاوي)، واشترك في تحرير مجلة (العلمين)، طاردته الشرطة عدة مرات ولكن كان يفلح في الهروب منهم وكان يستطيع انتحال أي شخصية وصلت إلى حد انتحال صفة المندوب السامي البريطاني وكذلك كأحد أمراء في مصر، أشتهر باسم «الأديب المحتال» أو «اللص الشريف».
أكسبته هذه المغامرات والمطاردات حس أدبي فقام بتأليف كتب: الناشئة - دعائم الأخلاق - اعترافات حافظ نجيب، كما ساهم في ترجمة 8 روايات أجنبية من بينها: القطار المفقود - إصبع الشيطان - حذاء الميت - زواج جونسون، وانقطع في أواخر أيامه لتدوين مذكراته وسقط القلم من يده عندما كان يكتبها وتوفي عام 1946.
في عام 2002 تم عرض مسلسل مصري (فارس بلا جواد) من بطولة محمد صبحي مستوحي من شخصية حافظ نجيب وحياته والتي صورته بشكل مختلف عما كان عليه في الحقيقة، حيث صورته كأحد رموز النضال والمقاومة ضد الاحتلال الإنجليزي مستغلا قدرته الهائلة على التنكر وتقمص الشخصيات.

## نشأته
ولد عام 1883 في بني سويف بشمال الصعيد وفي روايات أخرى قيل أنه ولد بالقاهرة، ابوه كان محمد ابن التاجر حسن السداوي الذي خطفه أحد الباشوات الأتراك وأطلق عليه اسم (محمد نجيب) والذي أصبح لاحقاً ظابط والتحق بحرس الخديوي إسماعيل، تزوج محمد نجيب لاحقاً من أبنه الباشا (ملك هانم) والذي حملت منه حافظ، وبسبب قام محمد نجيب بإغضاب زوجة الباشا طردته من القصر وحاولت تعذيب وإجهاض أبنتها للتخلص من الجنين لكن لم تفلح المحاولات بسبب تمسك أمه به ولكنها توفيت عقب ولادة حافظ، وما لبث أن توفي ايضاً والده محمد نجيب، فقام جده بطلب حضانته وأنتقل نجيب لكي يربي في بيت جده من أبيه وسافرت جدته التركية إلى الأستانة.
تربى حافظ نجيب في منزل جده بطهطا، حصل على الابتدائية عم 1892 وألتحق بالمدرسة الخديوية ثم مدرسة رأس التين ثم ألتحق بالكلية الحربية.

## حياته
وفي أثناء دراسته بالمدرسة الحربية أقيمت مسابقة رماية شارك فيها وفاز بالمركز الأول، وقامت بتكريمه الأميرة الروسية فيزنسكي والتي أعجبت به ونشأت بينهما علاقة، ساعده على الالتحاق بالجيش العثماني بالأستانة ثم أرسلته لإتمام دراسته في كلية سان سير بفرنسا.
ألتحق للعمل بإحدى الفرق الفرنسية بالجزائر وعمل كجاسوس لصالح فرنسا ضد ألمانيا خلال الحرب العالمية الأولى، ولكن الألمان كشفوا أمره وقبض عليه لكن الفرنسيين نجحوا في تهريبه من ألمانيا إلى مصر، عاد مرة أخرى للأميرة فيزنسكي وساعدته بالمال، فعمل كسمسار بالبورصة ثم وفتح مكتب للقومسيون وأشترى بيت وسيارة وأسطبل خيل وأصبح من الأثرياء.
وعندما كان في الإسكندرية عام 1905 شاهد السيدة أليكسندرا أفيرينو صاحبة مجلة (أنيس الجلس) والتي توطدت علاقة بينهما، وفي إحدى المرات طلبت منه إرسال صندوق نياشينها إلى الجواهرجي لتنظيفها، ولكنهاحتفظ بالصندوق في دولاب إحدى الراقصات التي كان على علاقة بها والتي قامت بسرقة نيشان السلطان عبد الحميد وارتداءه أمام الجمهور في إحدى حفلاتها، وصلت أخبار مجون حافظ ونزواته وعلاقاته النسائية إلى أسماع الأميرة فيزنسكي وقررت الانتقام منه، فحرضت ألكسندرا أفيرينو كي تتهمه بتبديد نيشانها، وبالفعل أتهم وأدين وأوودع بسجن الحضرة بالإسكندرية. َ
عقب خروجه من السجن وجد قضية جديدة ملفقة من الأميرة الروسية وعاد مرة أخرى للسجن، وعندما خرج كان مفلساً ومعدم وأضطر للعمل في مسرح إسكندر فرح بالإسكندرية، وبعدها تمالقبض عليه مجدداً بتهمة الاحتيال على أحد المحال التجارية والنصب على إحدى الراقصات وسرقة سوارها الذهبي، وجاء شاهد زور في الوقعتين من قبل فيزنسكي، وتم سجنحافظ نجيب للمرة الثالثة ولكنه قرر الهرب من السجن.
أصبح مطارد من قبل الشرطة مما دفع حافظ للتنكر وانتحال الشخصيات، وأنتحل شخصية تاجر فرنسي ثم في شخصية البارون دي ماسون، ثم في شخصية تاجر يهودي هاوي للأثار، تعرف لاحقاً على كونتيسة إسبانية تدعى سجريس والتي كانت أرملة، ورافقها في رحلتها السياحية بمصر وأعجب بها، ولكن كان ينافسه أحد النبلاء وهو سرحان باشا والذي كشف هوية حافظ وحاول البوليس القبض عليه ولكنه هرب.
عرض حافظ على الكونتيسة سجريس الزواج ولكنها رفضت لأنه كان طريد العدالة، فغاب لفترة من الزمن وأنتحل شخصية الشيخ صالح عبد الجواد وقام بعمل حيلة مع صديقه خليل حداد بعد أن شرب دواء معين يجعله يبدو وكأنه ميت، وقام صديقه بإبلاغ البوليس أن الميت هو الهارب حافظ نجيب، وعندما حضروا وتأكدوا من موته صرحت النيابة بدفنه وتم غلق كل القضايا والملفات المنسوبه ضده.

## الإنتاج الأدبي والشعري
- له قصائد وقطع قلائل ضمها كتاب: «حافظ نجيب أو نابغة المحتالين».
الأعمال الأخرى:
- له كتاب «اعترافات حافظ نجيب» - الناشر ممدوح الشيخ - القاهرة 1966، كما ترجم عن الإنجليزية ثماني روايات في المدة ما بين 1915و1922 : «روح الاعتدال وغاية الإنسان» - «مباهج الحياة» - «قاضي التحقيق» - «القطار المفقود» - «موت بيكار» - «إصبع الشيطان» - «حذاء الميت» - «زواج جونسون» (وهي جميعاً من روايات التسلية، ونشرت نشراً شعبياً).
شعر غير مصقول، لا ينم على قدرة على التأمل، أو خبرة بأسرار النظم، ولكنه يحمل روح التحدي والقدرة على السخرية من كل شيء، وقد تصحّ له لمحات لا تخلو من فن.

## حياته الشخصية
يعد حافظ نجيب هو والد الصحفي المعروف أبو الخير نجيب الذي ولد عام 1913.

## وفاته
توفي عام 1946.

## انتقادات حول حياته
هناك الكثير من الانتقادات كانت حول سيرة حافظ نجيب، فهو كان في نظر السلطات المصرية مجرم تم إدانته عدة مرات، ولكن هذه الصورة قدمت بشكل مختلف حينما قام محمد صبحي بعرض مسلسل (فارس بلا جواد) والذي صور حافظ نجيب كمناضل ولم يكن مجرم وأنه كان مثل شخصية (أرسين لوبين) الذي يحتال وينصب على الأغنياء من أجل إرسال الأموال للفقراء، وأنه كان على صلة بشخصيات بارزة في العمل الوطني مثل عبد الله النديم وقال أن نجيب تعلم منه فنون التنكر.
ولكن الباحث والناقد المسرحي الدكتور سيد علي إسماعيل الذي أصدر كتاباً بعنوان (حافظ نجيب: الأديب المحتال) معتمداً على مذكرات حافظ نجيب التي نشرت عقب وفاته وقال بأن هناك شكوك حول تلك الجوانب الوطنية التي يدعيها البعض عنه، ووصفه بأنه كان شخصياً مضطرباً ومصاب بلوثة عقلية تجعله يعيش أدواره متنقلاً بين الخير والشر دون أن يعنيه الضرر الأخلاقي والاجتماعي والاقتصادي الذي يلحقه بالمتعاملين معه أو حتى لأبناءه، ففي مذكرات نجيب نجده يعترف بعلاقاته الماجنة والتي لا تستقيم مع أخلاق المجتمع المصري وقتها،
كذلك حافظ نجيب في اعترافاته كان يدافع عن نفسه أمام تهمتَي النصب والاحتيال بكل قوَّة، وكان يبرِّر الاتهامات الموجَّهة له، بأنَّها اتهاماتٌ من تدبير الأميرة فيزنسكي، وعندما يتعرَّض إلى اتهام معيَّن من الصعب تبريره، كان يمر عليه مرور الكرام، ولا يوضحه، وهنا يسأل الباحث: هناك هاجس يراودني، ويتمثَّل في شكوك حول الاعترافات نفسها، غذا كان قد اعترف بتصرفات مخزية كثيرة فلماذا يتهرب من الاعتراف بجرائم النصب والاحتيال، ولمح الدكتور سيد إسماعيل في كتابه بأن هذه الاعترافات تم العبث بها من قبل آخرين، حيث أنَّ حافظ نجيب توقَّفَ عن إصدار مجلته (الحاوي) بعد صدور العدد رقم 41 بتاريخ 24/3- 1927، ثم أعاد إصدار المجلة مرة أخرى عام 1929وفيها بدأ في نشْر اعترافاته، قبل أن تَظْهَر في شكل كتاب بعد وفاته عام 1946.